# Saison 2007-2008 de l'Étendard de Brest
Pour un article plus général, voir Étendard de Brest.
Lors de la Saison 2007-2008 de l'Étendard de Brest le club a terminé 11e du championnat de Pro B.

## Effectifs Saison régulière
Championnat : Pro B
- Entraîneur : Ron Stewart ( États-Unis) puis Noam Rudman ( France)
- Assistant : Noam Rudman puis Aymeric Delsarthe ( France)

| Numéro | Nom                 | Date de naissance | Taille | Nationalité | Poste              | Matchs joués | Temps jeu | % Tirs | Rebonds | Passes décisives | Points | Moyenne points |
| 4      | Christopher Cologer | 1978              | 2,10   | France      | Intérieur          | 34           | 19        | 47     | 145     | 27               | 236    | 6,9            |
| 5      | Loïc Akono          | 1987              | 1,78   | France      | Meneur             | 32           | 19        | 42     | 50      | 102              | 260    | 8,1            |
| 6      | Damien Jean-Joseph  | 1987              | 1,82   | France      | Arrière            | 24           | 8         | 38     | 17      | 15               | 32     | 1,3            |
| 7      | Mikael Lindquist    | 1983              | 1, 93  | Suède       | Arrière            | 33           | 28        | 40     | 63      | 28               | 336    | 10,2           |
| 8      | Jimmy Verove        | 1970              | 1,98   | France      | Ailier             | 34           | 26        | 48     | 158     | 89               | 164    | 4,8            |
| 9      | Mike Bell           | 1982              | 2,04   | États-Unis  | Pivot              | 9            | 24        | 35     | 64      | 11               | 94     | 10,4           |
| 9      | Sherman Gay         | 1982              | 2,01   | Jamaïque    | Intérieur          | 15           | 28        | 54     | 85      | 16               | 259    | 17,3           |
| 9      | Akpan Tony          | 1982              | 2,02   | Nigeria     | Intérieur          | 9            | 15        | 52     | 45      | 3                | 47     | 5,2            |
| 10     | Ronnie Taylor       | 1981              | 1,88   | États-Unis  | Meneur             | 22           | 29        | 56     | 56      | 104              | 355    | 16,1           |
| 10     | Thomas Torey        | 1985              | 1,78   | États-Unis  | Meneur             | 8            | 16        | 40     | 18      | 15               | 63     | 7,9            |
| 11     | Armand Charles      | 1983              | 1,98   | France      | Ailier             | 33           | 21        | 49     | 127     | 56               | 317    | 9,1            |
| 12     | Aaron Cel           | 1987              | 2,04   | France      | Ailier fort        | 20           | 16        | 45     | 52      | 18               | 115    | 5,8            |
| 13     | Laurent Corréa      | 1983              | 1,97   | France      | Ailier             | 1            | 4         | -      | -       | -                | 0      | -              |
| 14     | Randy Orr           | 1982              | 2,07   | États-Unis  | Ailier fort        | 9            | 23        | 41     | 37      | 4                | 97     | 10,8           |
| 14     | Chris Young         | 1979              | 2,06   | Lituanie    | Ailier / Intérieur | 11           | 28        | 54     | 64      | 9                | 106    | 9,6            |
| 15     | Lavar Simmons       | 1983              | 2,01   | Bahamas     | Ailier / Intérieur | 13           | 22        | 60     | 59      | 16               | 101    | 7,8            |